# Phyllomimus elliptifolius
Phyllomimus elliptifolius är en insektsart som först beskrevs av Francois Jules Pictet de la Rive och Henri Saussure 1892.  Phyllomimus elliptifolius ingår i släktet Phyllomimus och familjen vårtbitare. Inga underarter finns listade i Catalogue of Life.